# Molise (Molise)
Molise ist eine italienische Gemeinde (comune) in der Region Molise und der Provinz Campobasso. Die Gemeinde liegt in den Apenninen etwa 16 Kilometer westnordwestlich von Campobasso, hat 145 Einwohner (Stand 31. Dezember 2023) und grenzt unmittelbar an die Provinz Isernia.